# ماریا یوریچ زاکورکا
ماریا یوریچ (به کرواتی: Marija Jurić) با نام نویسندگی زاکورکا (به کرواتی: Zagorka) (۲ مارس ۱۸۷۳ – ۳۰ نوامبر ۱۹۵۷) یک روزنامه‌نگار و نویسنده اهل کرواسی بود. او اولین روزنامه‌نگار زن و پرخواننده‌ترین نویسنده در کرواسی است.
او برای اولین بار از نام زاکورکا در سال ۱۸۹۸ استفاده کرد و مقاله‌ای در حمایت از طبقه کارگر کرواسی در بوزور برای یک روزنامه با نفوذ نوشت. بعد از آنکه یکی از ناشران روزنامه دریافت که زاکورکا در واقع یک زن است گفت در هیچ شرایطی روزنامه‌نگاری حرفه‌ای برای زنان نیست. با وجود این خصومت‌ها او در سال ۱۹۰۳ سردبیر ارشد این روزنامه شد. تحت مدیریت او، خوانندگان بوزور رکورد خواندن یک روزنامه کرواتی را شکستند.

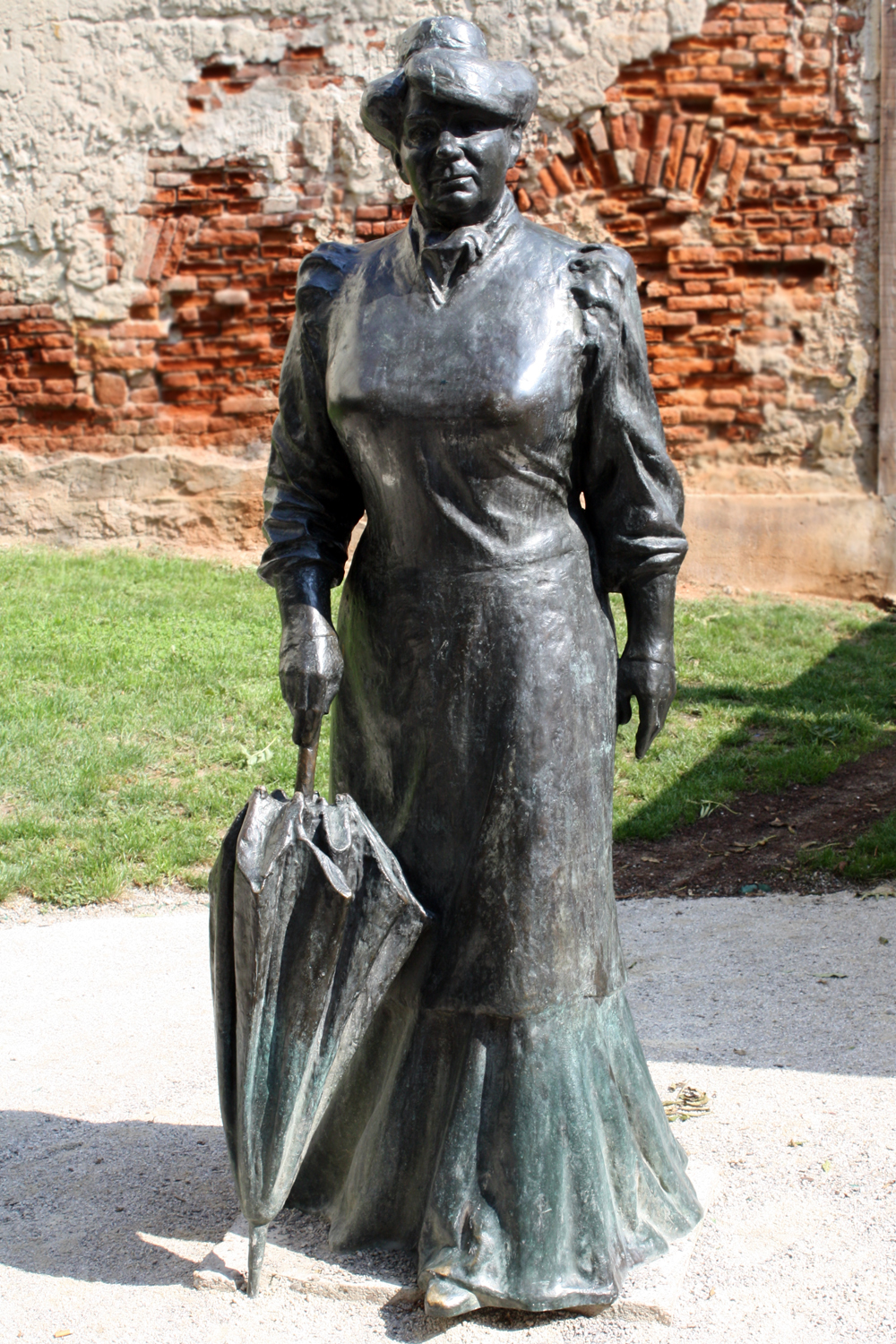
مجسمه زاکورکا در زاگرب

زاکورکا در نوشته‌هایش نوری به ظلم و ستمی که بر زنان و طبقه دهقان می‌رفت افکند و اغلب به متحد کردن چالش‌های این گروه‌های اجتماعی در استقرار نقد دو سویه احزاب حاکم می‌پرداخت. او همچنین یکی از مدافعان سرسخت فرهنگ کرواتی بود و از گفتگو با دیگر روشنفکران در آلمان به منظور حفظ بحث و گفتگو فرهنگی ملیت‌های مختلف در سطحی برابر اجتناب کرد.
زاکورکا علاوه بر کار روزنامه‌نگاری، رمان‌های محبوب بسیاری نوشته‌است و یکی از محبوب‌ترین نویسندگان در کرواسی شناخته می‌شود. رمان «دختر لوترسکاک» (۱۹۲۲) یکی از آثار برجسته اوست.
او در زاگرب در سن ۸۴ سالگی درگذشت.
در یک نظرسنجی در سال ۲۰۰۵ او نفر دوم در لیست محبوب‌ترین نویسندگان کروات در تمام دوران‌ها قرار گرفت.
در سال ۲۰۱۶ گوگل ۱۴۳مین سالگرد تولد زاکورکا را با تغییر گوگل دودل گرامی داشت.